# Can Frigola (Porqueres)
Can Frigola és un mas a Mata (Porqueres). Casa pairal que consta d'una planta baixa i dos pisos amb coberta a dues aigües. A la banda esquerra trobem un cos perpendicular afegit posteriorment que presenta una alçada inferior i que té la funció de graner. Al costat dret de l'edifici es construïren, al cap del segle xx, noves dependències i una escala exterior que condueix a una terrassa. Davant la casa, a banda i banda d'un camí que porta a l'entrada principal, hi ha un petit jardí. La porta d'ingrés, allindanada, està emmarcada per carreus de dimensió mitjana ben escairats. Al segon pis s'obren tres grans finestres seguides, d'arc de mig punt, ofertes per pilars. La resta de les finestres presenten dimensions més petites i segueixen una tipologia més convencional. A mitjan segle xx, les parets van ser arrebossades.
L'interior s'estructura a partir d'una gran sala central amb quatre portes a cada costat que condueixen a les diferents habitacions. La sala està coberta per voltes d'aresta amb llunetes i en un costat s'obre una petita capella.
Les primeres notícies històriques que fan referència a la família Frigola daten de 1250. Això fa suposar que devia existir una primera construcció del segle xiii, a la qual potser pertanyen les restes d'un edifici que es conserven al costat de llevant. L'edifici actual data del 1786, com ens ho indica una inscripció a la llinda de la porta principal. Entre els diversos membres de la família Frigola, que coneixem a partir de la documentació, cal esmentar Salvador Frigola, famós guerriller que va intervenir directament en la lluita contra els francesos, participant en l'assalt del Castell de Figueres, i que va ser condecorat en dues ocasions, per Ferran VII i per Isabel II.